# Carl Nycander (militär)
Carl Nycander, född den 13 februari 1757 i Helsingfors, död den 21 juli 1826 i Stockholm, var en svensk militär.

## Biografi
Carl Nycander härstammar från en svensk militärsläkt i Nyköping. Efter skolgång genomgick han kadett- och officersexamen (1780) på Sveaborg utanför Helsingfors där han arbetade som konduktör (teknisk planering och praktisk arbete) för befästningar. Till Sveaborg skulle han återkomma cirka 30 år senare då Ryssland anföll Sveriges östra landhalva och Helsingfors. Han deltog i skärgårdsflottan i sjöslagen vid Fredrikshamn och Svensksund 1790 och blev under åren 1793-1808 kommendant i Hangö, den första myndighetspersonen i staden. 
Vid Svensksund anlade Nycander förskansningar och dekorerades som riddare av Kungliga Svärdsorden samt erhöll dubbla Svensksundmedaljen i guld samtidigt som han befordrades till kapten 33 år gammal. Han var även verksam vid Österbottens regemente som utbildningsofficer (1786).
1792 tog Nycander sig an försvaret av Hangö udd, som fungerade som ett "lås" gentemot Ryssland, och utarbetade en plan för en fästningsanläggning på ön Gustavsvärn där han senare blev kommendant och fortifikationsbefälhavare. Om ryssarna lyckades passera förbi Hangö låg vägen öppen mot Östersjön och Åland. Hangö fästning på Gustavsvärn fick, trots det strategiskt viktiga läget, kämpa om medlen gentemot Agustin Ehrensvärds mycket större fästningsbygge Sveaborg.
I slutet av 1700-talet fanns det 208 medlemmar registrerade i församlingen i Hangö by (cirka 8000 innevånare år 2021).
Carl Nycander beskrivs som "en ståtlig man med många goda egenskaper, anspråkslös och fåordig" och "en skicklig och tapper officer". Som ledare var han omtyckt av manskapet. Föredömligt exempel ansågs vara att han såg till att det köptes in halmmadrasser och täcken åt dem. Manskapet erhöll även en "skopeng" då skor snabbt nöttes ut i den bergiga terrängen på öarna vid Gustavsvärn.
Kung Gustav III:s yngre bror hertig Karl befann sig med armén i Finland och gav order om att bygga en fästning på Gustavsvärn sedan ryssarna flera gånger härjat i området, "bränt byar och beslagtagit boskap" (1788). Huvudansvarig blev major Hans von Kierting som kom resande till Hangö 1788 från Sveaborg utanför Helsingfors. Till sin hjälp i Hangö utsåg han den dåvarande kaptenen Carl Nycander.

### Hangö/Gustavsvärn 1792–1808[2]
Fästningarna på Gustavsvärn började byggas 1792/1793. Nycanders huvuduppgift var att permanenta major Kiertings provisoriska försvarsplan för Hangö udd. Utrymmet på holmarna var klart otillräckligt. På vissa av öarna (t ex. på Gustaf Adolf) fick anläggningarna nätt och jämnt plats och därför byggdes många av nödvändighet som "funktionella miniatyrer".

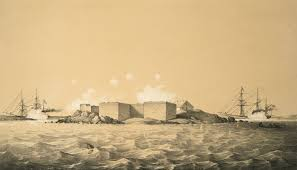
Gustavsvärn, slutet av 1700-talet.

Huvudanläggningen hade 35 kanoner. Om allt det Nycander planerat för skulle ha byggts hade "Gustavsvärn" krävt cirka 50 officerare och underofficerare, övrig militär personal, om cirka 700 man (tio gånger fler än förlagda dit innan kriget bröt ut 1808).
Nycander upprättade en byggnadsplan för öarna med cirka 14 fastigheter (inklusive fästningens civila byggnader ). Han såg till att plantera träd såsom björkar och andra lövträd i en allé längs med huvudvägen. Fastighetsbeståndet bestod av:
- Fortifikationskårens hus (kök, tjänsterum och expeditionslokaler samt gästrum för höga herrar). Troligen bodde Nycander med sin hustru Märtha Hägerflycht och sex barn på andra våningen.
- En separat fastighet för präst och annan administrativ personal. I bottenvåningen av detta hus förlades artilleriledningen.
- Fältskärens hus (fältskär Johan Fredrik Mangelson (Maidelson).
- Manskapsbyggnad med 25 sängplatser för bland andra vallarbetare och båtsmän. På övervåningen fanns ett logement avsett för cirka 60-70 man.
- En mindre vårdinrättning (lung-, feber- och magåkommor var mycket vanliga).
- Snickarverkstad
- Smedja
- Kolskjul
- Bageri (färskt bröd var en förmån då brödet vid den här tiden ansågs vara ätbart i åtta år)
- Troligen en krog (manskapet fick en snaps morgon och kväll för att "förebygga sjukdomar").

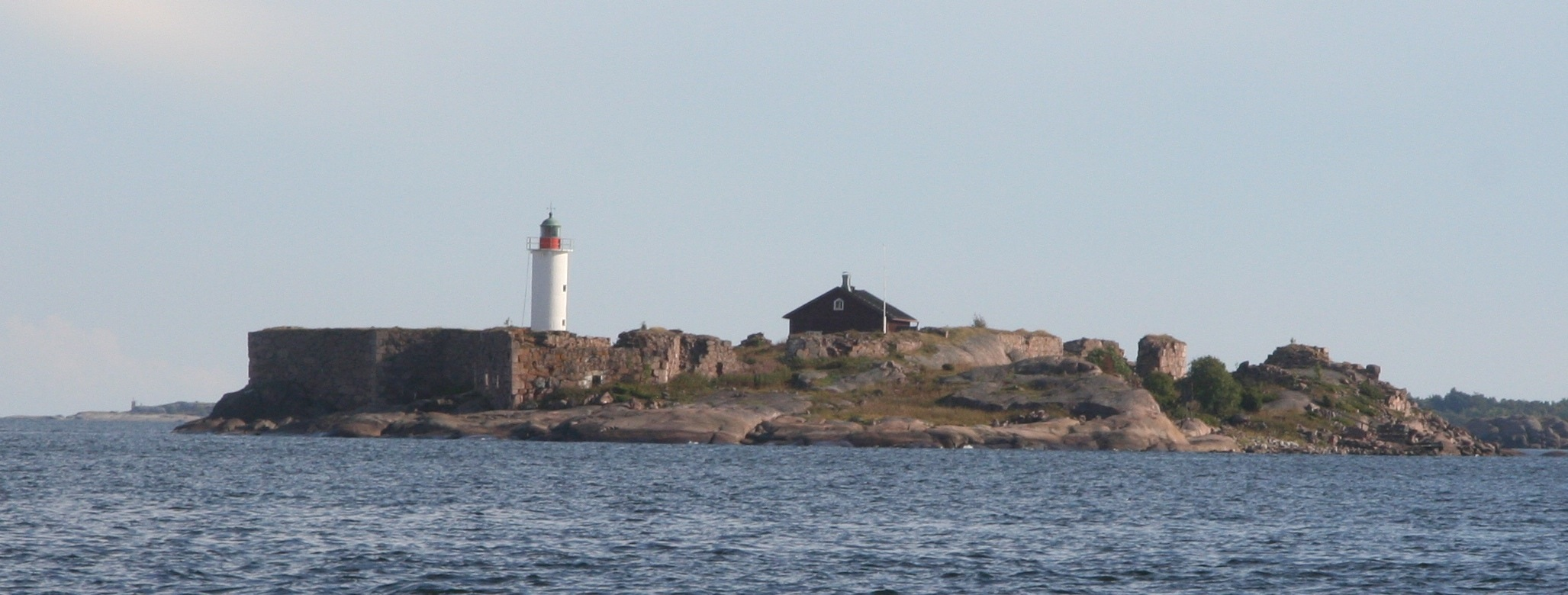
Gustavsvärn i modern tid.

All denna verksamhet kring Hangö ledde till att Hangö by fick liv och rörelse och blev omnämnd som "fästningsstaden" Hangö. Byggprojektet medförde ett ökat välstånd för hela regionen. Männen i fästningen gifte sig med kvinnor i byarna och många barn föddes. Under arbetet med befästningarna, med tillhörande byggnader ovan, uppgick arbetsstyrkan till ca. 300 man ditkommenderat infanteri. Alltså något fler än antalet civila som bodde i Hangö permanent i slutet av 1700-talet (ca. 250 invånare).

### Nycanders familj[1]

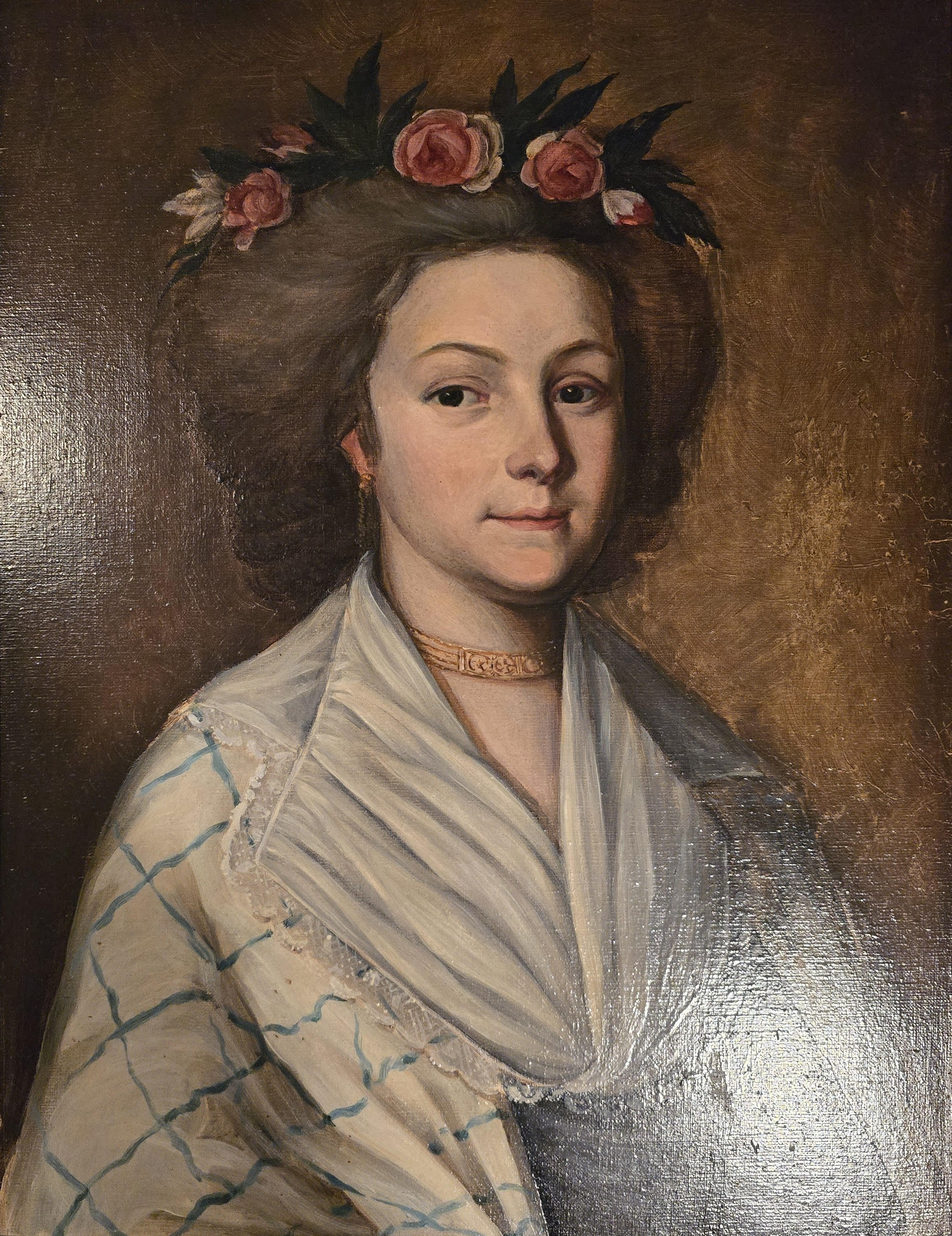
Märtha Christina Hägerflycht 1772–1838.

Under åren i Hangö 1792-1809 gifte sig Carl Nycander 1796 i Lovisa med Märtha Hägerflycht född 1772 och 15 år yngre än sin man. De fick totalt elva barn av vilka fyra var söner som alla blev officerare. Två av döttrarna gifte sig med officerare. Fem av barnen föddes i Hangö. Sex av barnen överlevde till vuxen ålder. Hägerflycht betraktades som "ortens förnämsta dam" och sågs därmed upp till i det nya samhället. Hon var i tjugoårsåldern när de gifte sig och van att umgås med "societeten" i Stockholm men flyttade, trots detta, med sin make ut till vad som bäst kan beskrivas som öde, karga öar i Finska viken där det närmsta samhället var en liten fattig fiskeby, Hangö.

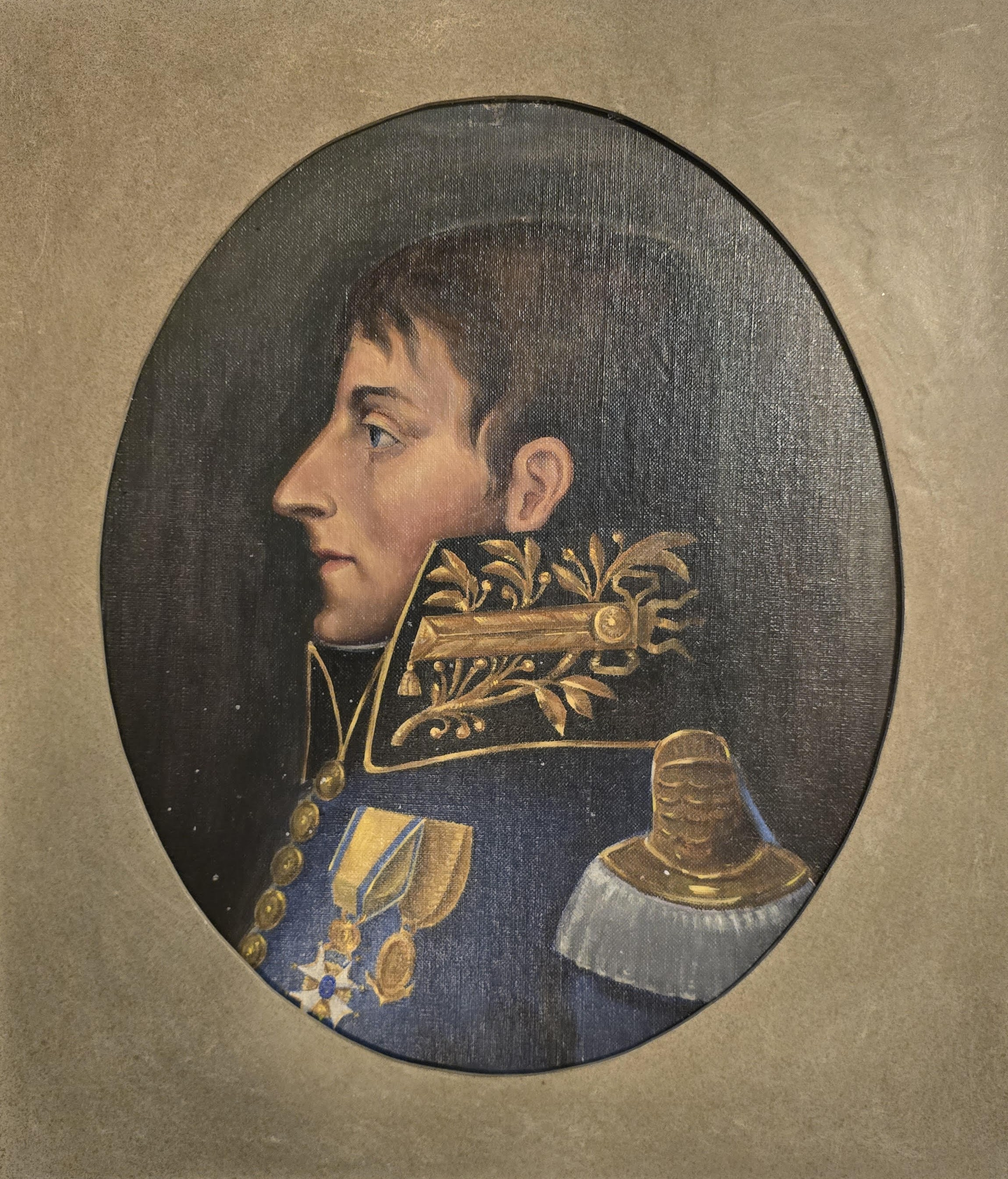
Carl Nycander 1757–1826.

### Evakuering från Hangö till Sveaborg 1808[2]
1808 i samband med att Ryssland anföll Helsingfors mitt i vintern kommenderades Nycander och övriga befäl från Hangö till Sveaborg. I samband med förflyttningen beordrades en rivning av Gustavsvärn för att inte ryssarna skulle kunna dra nytta av fästningen. Ordern kom från  och general Klercker i Stockholm den 13 februari 1808 (retsamt nog på Nycanders födelsedag). Han  beordrades att skyndsamt riva fästningen och evakuera till Sveaborg senast den 21 februari, d. v. s. samma dag som Ryssland anföll Sveriges östra rikshalva, utan en officiell krigsförklaring och mitt i vintern vilket avvek från dåtidens praxis.     
Ordern löd:  
- Kanoner, bomber och "svåra kulor" (massiva ihåliga kanonkulor vilka fylldes på med krut) som man inte hann transportera bort skulle sänkas i grunt vatten för att senare tas om hand. Så mycket ammunition och proviant som möjligt skulle givetvis föras bort från öarna.
- Verkstäder och boningshus kring Gustavsvärn (se lista ovan) skulle stå kvar orörda av praktiska skäl då man bedömde att det saknades hästar nog för att riva infrastrukturen och ta hand om materialet.

### Sveaborg 1808[2]
På plats vid Sveaborg fick Nycander omedelbart order om att leda arbetet med att förstärka fästningsverken på Långörn, Västersvartö och Vargön (huvudö på Sveaborg). På nätterna när ryssarna bombarderade fästningen förde han befäl över Vargöns försvar. Efter Cronstedts "svek" och kapitulering 1809 överlämnades Nycander vid Sveaborgs fall den 3 maj, tillsammans med garnisonen, till fienden och blev bortförd till fångläger i Ryssland. Omedelbart vid frigivningen (efter fredsslutet) månader senare anmälde han sig åter i tjänst i Stockholm. Nu när Sveriges ostligaste del var förlorad blev Karlstens fästning en allt viktigare stödjepunkt i Sveriges försvar. Carl Nycander utnämndes till fästningens kommendant men efter en kort tid på posten beordrades han till Pommern där han som fortifikationsbrigadchef utnämndes till överste i armén.  
Efter alla år i krig hade hälsan börjat svikta och därför begärde överste Nycander att få pensioneras men detta beviljades inte. I stället beordrades han till ytterligare tjänstgöring i de delar av Europa som idag är norra Tyskland och västra Polen.  

### Karlstens fästning[1]

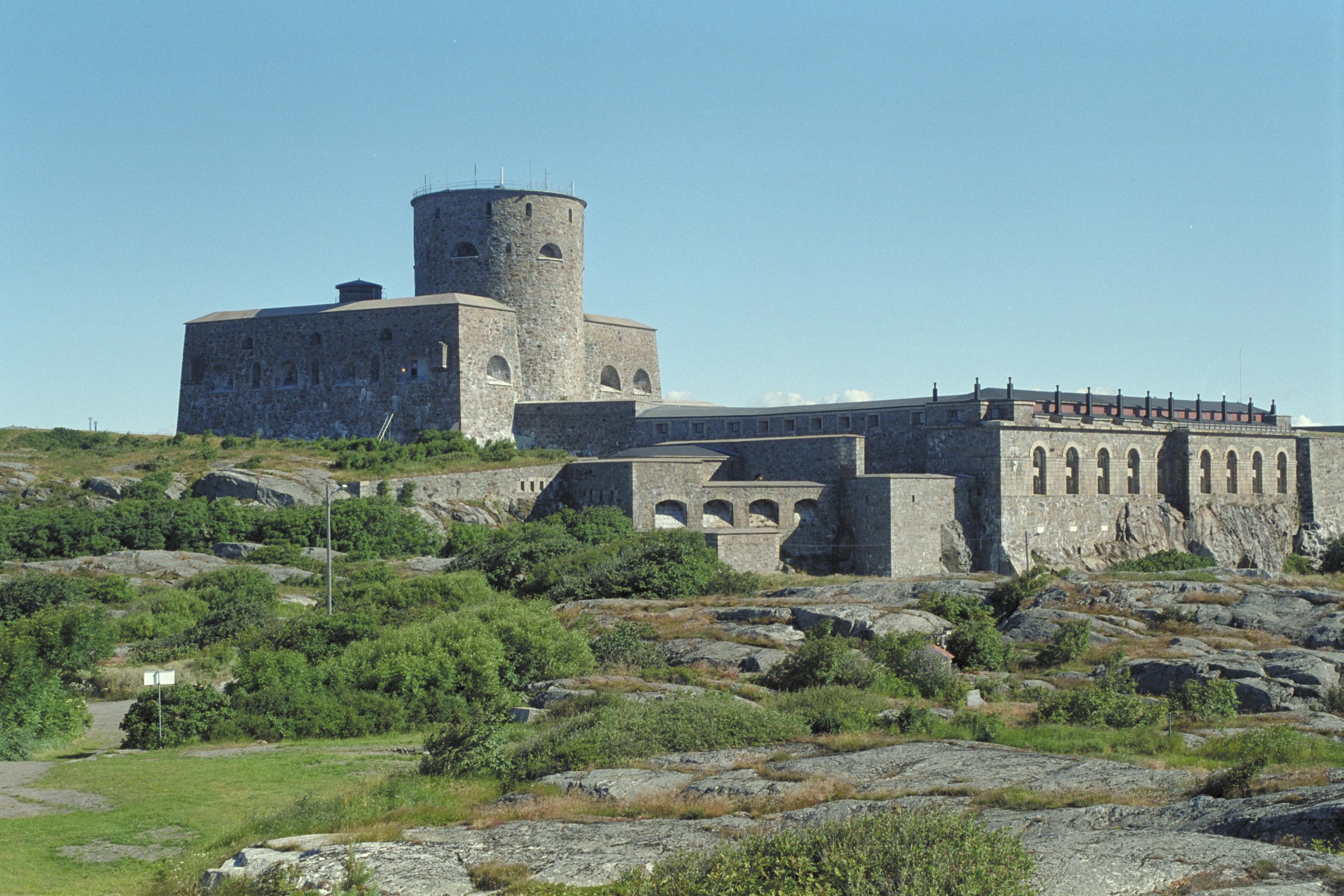
Karlstens fästning.

De sista åren av sitt liv tillbringade Nycander på Karlstens fästning som kommendant fram till sin död 1826. Två kända brottslingar satt fängslade på Karlsten under dessa år: Metta Fock "giftmörderskan" och Lasse-Maja "stortjuven i kvinnokläder". År 1823 rymde Lasse-Maja från fängelset men detta gav bara en kort stund i frihet innan han infångades. För rymningen dömdes han till "50 rapp".
Nycander hustru Märtha Hägerflycht överlevde sin man med tolv år och dog i Stockholm den 11 mars 1838.

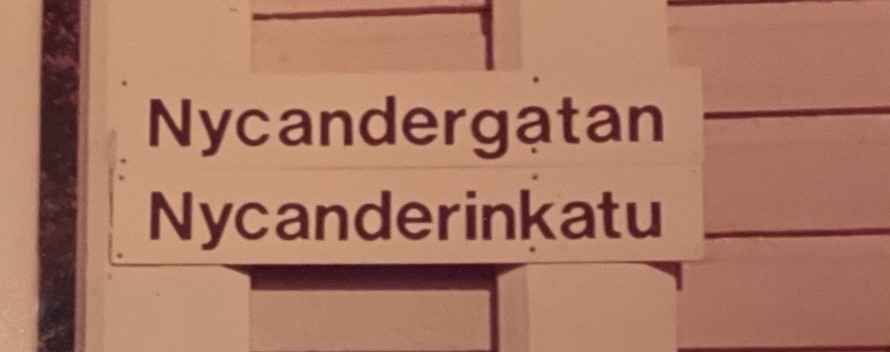
Nycandergatan i Hangö, Finland.